# Кархункиеррос

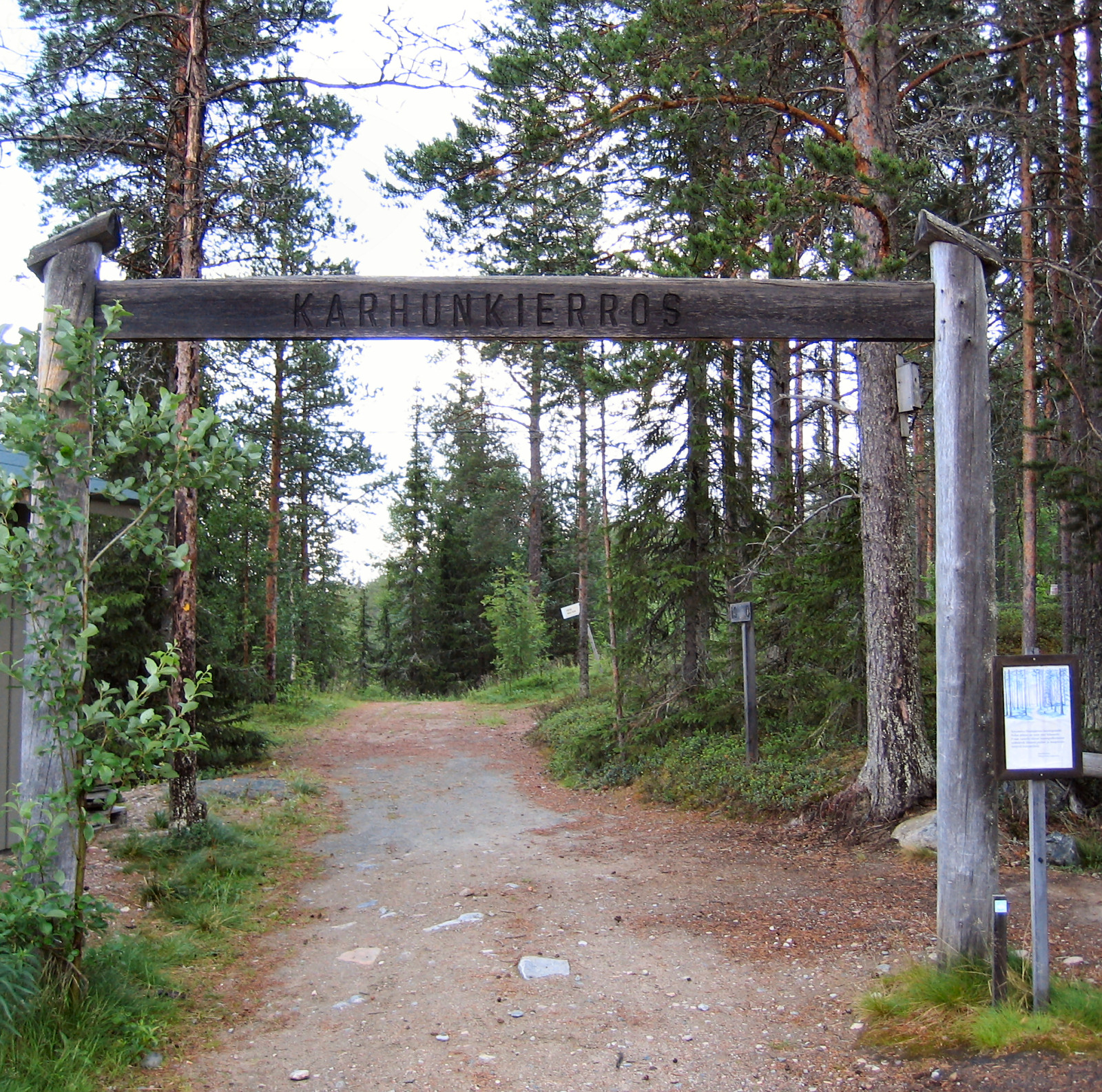
Вход на маршрут у Хаутаярви

Кархункиеррос (фин. Karhunkierros — «медвежье кольцо») — пеший туристический маршрут в Финляндии. Он пролегает большей частью по территории национального парка Оуланка. Впервые размечен в 1954 году и является самым популярным пешим маршрутом в Финляндии. Рекомендуемое и наиболее популярное время для посещения — сентябрь.

## Маршрут
Традиционно маршрут проходится в направлении с севера на юг, однако вполне проходим и в обратном направлении. Существует несколько точек входа на севере маршрута: туристический центр Хаутаярви (фин. Hautajärvi) (протяжённость в этом случае составляет примерно 80 км), автостоянка Савилампи (фин. Savilampi) и Ристикаллио (фин. Ristikallio) (примерно 70 км пути). Южная точка входа — Рукатунтури (фин. Rukatunturi), горнолыжный курорт города Рука.
Практически весь путь пролегает вдоль рек Оуланка и Китка, подходя к пограничной зоне Российской Федерации.
Предполагается, что турист проходит весь маршрут за 5-7 дней. Маршрут обозначен жёлтыми маркерами и сложности не представляет. Местность характеризуется хвойными лесами и заболоченными равнинами.
Маршрут проходит рядом с населённым пунктом Юма (фин. Juuma) и пересекает туристический центр национального парка Оуланка.
Приблизительный маршрут для летного трека выглядит так: от Хаутаярви к туристическому центру Оуланка (2 дня), от турцентра Оуланка до деревни Юма (2 дня), от деревни Юма до Рукатунтури (2 дня).
Существует зимний вариант маршрута — в частности, поддерживается в порядке участок длиной около 26 км от туристического центра национального парка Оуланка до деревни Юма. Этот маршрут является сложным и требует специальной подготовки и снаряжения.

## Размещение на маршруте
На маршруте построены дома для ночёвки (с дровяным отоплением) — в пределах дневного перехода и укрытия от дождя (фин. laavu), встречающиеся чаще. В туристический сезон рекомендуется брать с собой палатку, так как мест в стационарном жилище может не хватать на всех туристов.
В южной точке маршрута присутствует большое разнообразие гостиниц и коттеджей для размещения от горнолыжного курорта Рука.

## Дополнительная информация
Разведение огня разрешено только на обозначенных стоянках.
Вода из рек считается безопасной для питья.
Запасы еды можно пополнить в туристическом центре национального парка Оуланка и в деревне Юма, а также в конечных точках маршрута — Хаутаярви и Рукатунтури.